# とも座タウ星
とも座τ星は、とも座の恒星で3等星。

## 特徴
この星は橙色の巨星でヘリウム燃焼を行っており、B7型の主系列星として誕生したと推測される。
分光連星であり、伴星は、10%の離心率のため距離は多少変わるが 3天文単位離れ、公転周期2.9年の赤色矮星と推測される。